# Ponnaiyar
Ponnaiyar (o Ponniar) també Dakshina Pinakini o Pennar del Sud, és un riu de l'Índia que neix a la muntanya de Nandidrug al districte de Kolar a Karnataka. Té un curs en direcció sud i est d'uns 400 km passant per Karnataka i Tamil Nadu i desaiguant a la badia de Bengala al nord de Cuddalore.
El seu únic afluent és el Pambar que se li uneix per l'esquerra. Les pitjors inundacions foren les de 1884 (quan les aigües desbordades del Ponnaiyar i el Gadilam es van unir) però n'hi ha hagut d'altres. Com molts rius de l'Índia el Ponnaiyar és considerat sagrat i diversos festivals religiosos es fan a la seva riba.